# Премия имени А. Н. Колмогорова
Премия имени А. Н. Колмогорова — советская и российская математическая премия, присуждается за выдающиеся результаты в области математики. Носит имя Андрея Николаевича Колмогорова, академика АН СССР.
Учреждена постановлением Президиума РАН от 23 февраля 1993 года. Как правило, вручается раз в три года.

## Награждённые учёные
На 2024 год награда была вручена следующим учёным:
- 1994 — Альберт Николаевич Ширяев — за цикл работ «Задача Колмогорова о „разладке“, методы её решения и их развитие»
- 1997 — Николай Николаевич Нехорошев — за цикл работ «Экспоненциальная оценка времени устойчивости гамильтоновых систем»
- 2000 — Сергей Михайлович Никольский — за цикл работ «Приближение функций на многообразиях и их продолжение»
- 2003 — Анатолий Георгиевич Витушкин — за цикл работ «Аналитическая емкость в задачах теории приближений»
- 2006 — Алексей Львович Семёнов и Андрей Альбертовия Мучник — за серию работ «Об уточнении оценок А. Н. Колмогорова, относящихся к теории случайности»
- 2009 — Борис Маркович Гуревич, Валерий Иустинович Оселедец и Анатолий Михайлович Стёпин— За цикл работ «Эргодическая теория и смежные вопросы»
- 2012 — Борис Сергеевич Кашин — за цикл работ «Поперечники по Колмогорову, n-членные приближения, оценки норм подматриц»
- 2015 — Александр Алексеевич Боровков и Анатолий Альфредович Могульский — за цикл работ «Расширенный принцип больших уклонений для траекторий случайных блужданий»
- 2018 — Владимир Игоревич Богачёв, Станислав Валерьевич Шапошников и Андрей Игоревич Кириллов — за цикл работ «Стационарные уравнения Колмогорова»
- 2021 — Александр Вадимович Булинский — за цикл работ «Предельные теоремы и их приложения»
- 2024 — Николай Константинович Верещагин — за цикл работ «Колмогоровская сложность и ее применение в статистике, логике и защите информации»